# Georges Léonnec
Pour les articles homonymes, voir Léonnec.
Georges Paul Albert Léonnec, né à Brest le 30 septembre 1881 et mort à Kersaint le 15 octobre 1940, est un illustrateur français, connu notamment pour ses illustrations légères dans Le Sourire ou La Vie parisienne.

## Biographie
Georges Léonnec est  le fils du caricaturiste Paul-Félix Léonnec (Brest 1842 - Brest 1899,) et frère de l'écrivain-réalisateur Félix Léonnec et de Jannik Léonnec (ou Janik Léonnec ou Jeannick Leonnec), chanteuse et actrice. À partir de 12–13 ans il commence  à travailler avec son père sur des caricatures pour des journaux parisiens. Renvoyé du Lycée de Brest à cause de la caricature d’un professeur, il poursuit ses études à Paris.
Jusqu’à ses 19 ans il hésite entre une carrière « maritime » et le dessin. Il prépare son admission à l’école navale pendant deux ans sur le vaisseau « Le Borda ». Puis il entre aux Arts décoratifs.

### Ses débuts

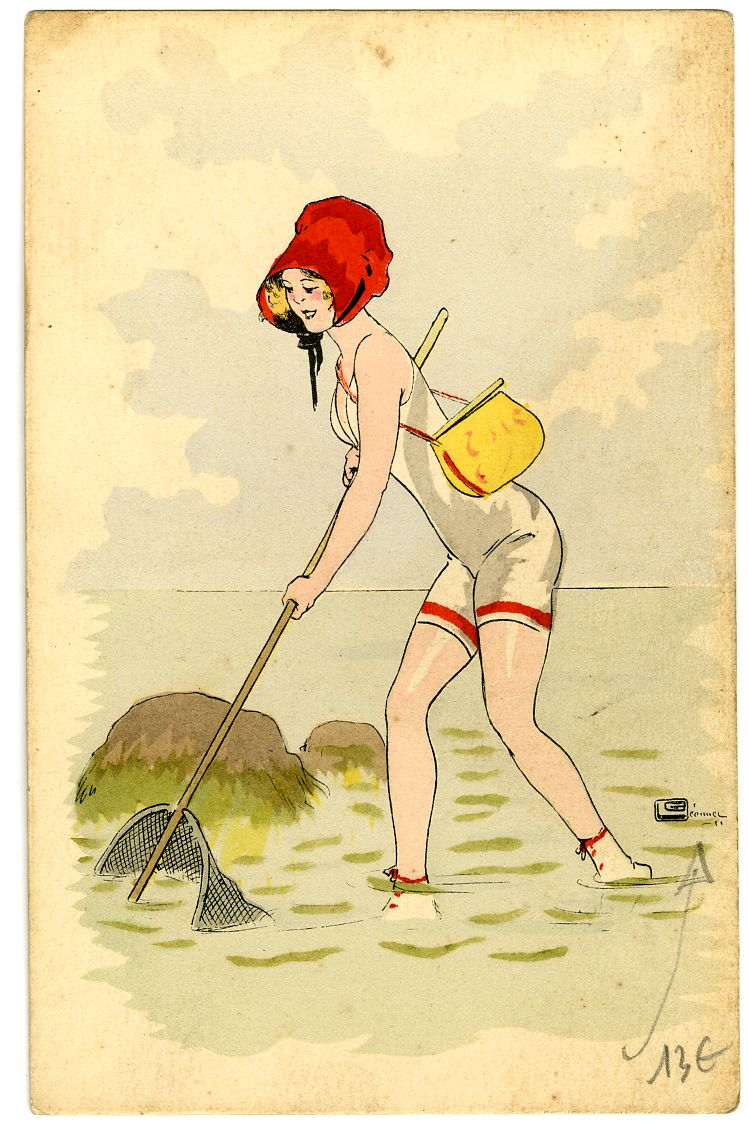
Carte postale illustrée (Archives municipales et communautaires de Brest).

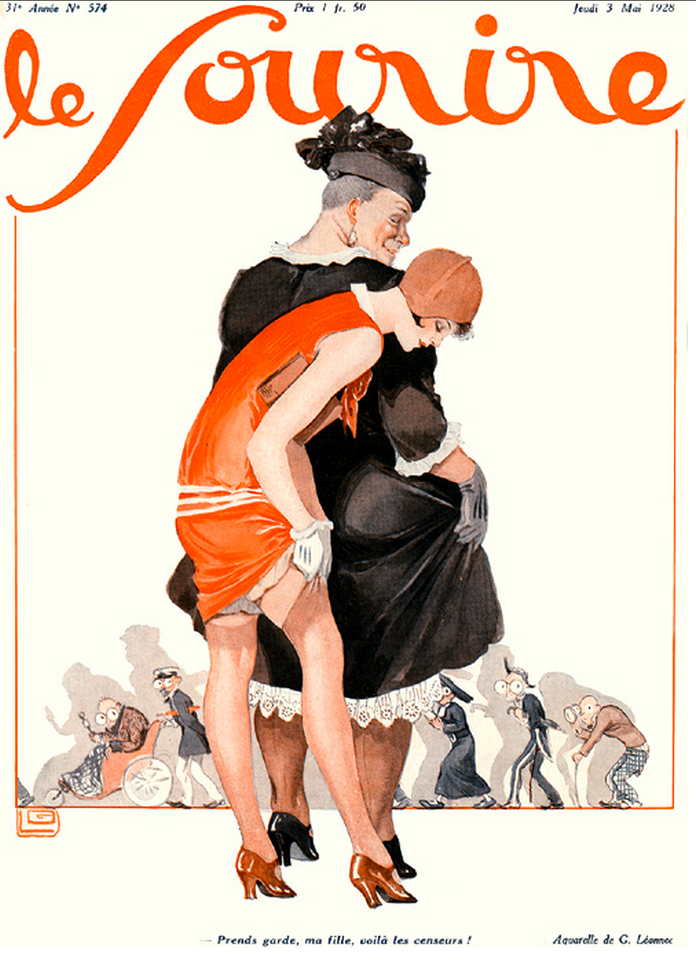
« Prends garde, ma fille, voilà les censeurs ! », couverture de Le Sourire (3 mai 1928).

L’année 1899 marque le début des « années de Nantes » pour G. Léonnec. Durant cette période il fait de nombreux aller-et-retours entre Brest et Nantes. Il se déplace, également, souvent à Paris.
En 1901 ses premiers dessins « professionnels » sont publiés dans la revue Jean qui rit. Son style est marqué par l’Art nouveau.
En 1902 il publie dans La Vie pour rire et conçoit divers travaux pour des périodiques comme Le Rire, Le Sourire et L'Assiette au beurre ainsi que des publicités pour la firme Byrrh, les Grands Magasins Dufayel et ceux « À l’innovation » de Bruxelles.
De 1900 à 1915 George Léonnec mène une vie « d’artiste » qu’il partage avec Élisa P. L’Houereux, sa première épouse dont il divorcera en 1915.
En 1907 il commence à travailler pour La Vie parisienne, diffusée dans le monde entier. C’est la naissance des Parisiennes légères et coquines de George Léonnec. Dès janvier 1908, une collaboration régulière s’établit entre l’illustrateur et la revue. Dans le même temps il continue à réaliser des publicités publiées dans La Vie parisienne pour des entreprises telles que Renault ou Daimler. Ces femmes plus ou moins dévêtues se retrouvent sur les couvertures du magazine Le Sourire au cours des années 1920.

### La guerre commence
G. Léonnec est mobilisé le 2 août 1914, matricule 913, « dans les services auxiliaires » de la subdivision de Brest. Mais il reste loin du front et continue à dessiner pour La Baïonnette  et La Vie parisienne. Il contribue à l’effort de guerre en remontant le moral des troupes par ses dessins frivoles et humoristiques qui mettent en scène un archétype de parisienne coquine qui apparaît en couverture de Fantasio, Bagatelle, Le Sourire et toujours La Vie parisienne. En 1916, il rencontre Hortense Le Rétif qu’il épousera en 1923. Elle devient le modèle de La Parisienne. Et elle lui donne deux filles, Colette et Michèle. Colette lui sert de modèle dans les années trente. Ses dessins sont alors plus sages.
Trois réalisations essentielles en 1917 :
- Une fresque intitulée Le flirt à travers les âges en huit estampes, papier-peint commandé par La Vie parisienne, proposée jusqu’en 1937 ;
- La création de cartes postales ;
- La couverture et 200 illustrations d’un roman libertin d’Albert-Jean, Maud et les trois jeunes gens.

### Après-guerre
Démobilisé en mars 1919, il part vivre à Montparnasse. Après la guerre, Georges Léonnec signe une couverture sur trois de La Vie parisienne et Le Sourire, réalise des décors pour les Folies Bergère et le Casino de Paris. Il correspond régulièrement avec de nombreux artistes de son époque. 
Les années 1930 sont une période plus calme dans sa vie. Avec sa famille il voyage beaucoup en Europe et passe fréquemment ses vacances à Kersaint, en Landunvez.
En 1934, il illustre en couleur Daphnis et Chloé, texte érotique de Longus, chez l'éditeur Floury. En 1935, il est opéré d’un cancer au rein.
Georges Léonnec conçoit sa dernière affiche, pour les cigarettes « Naja », en 1939, création restée inédite.
G. Léonnec meurt en 1940 d’un cancer à Kersaint. Il est enterré à Brest.

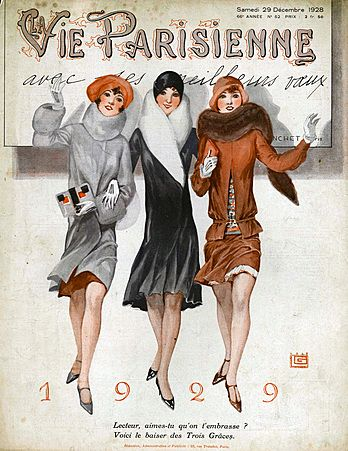
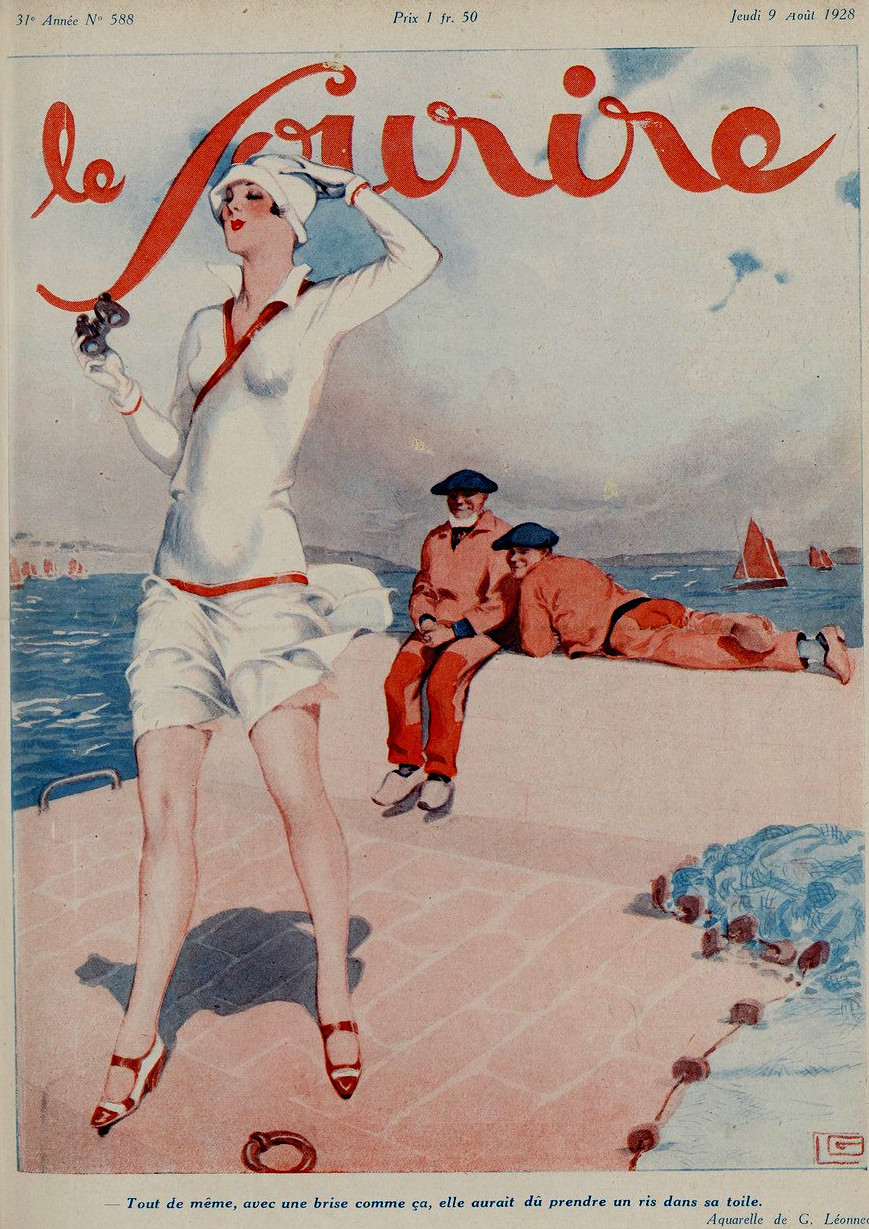
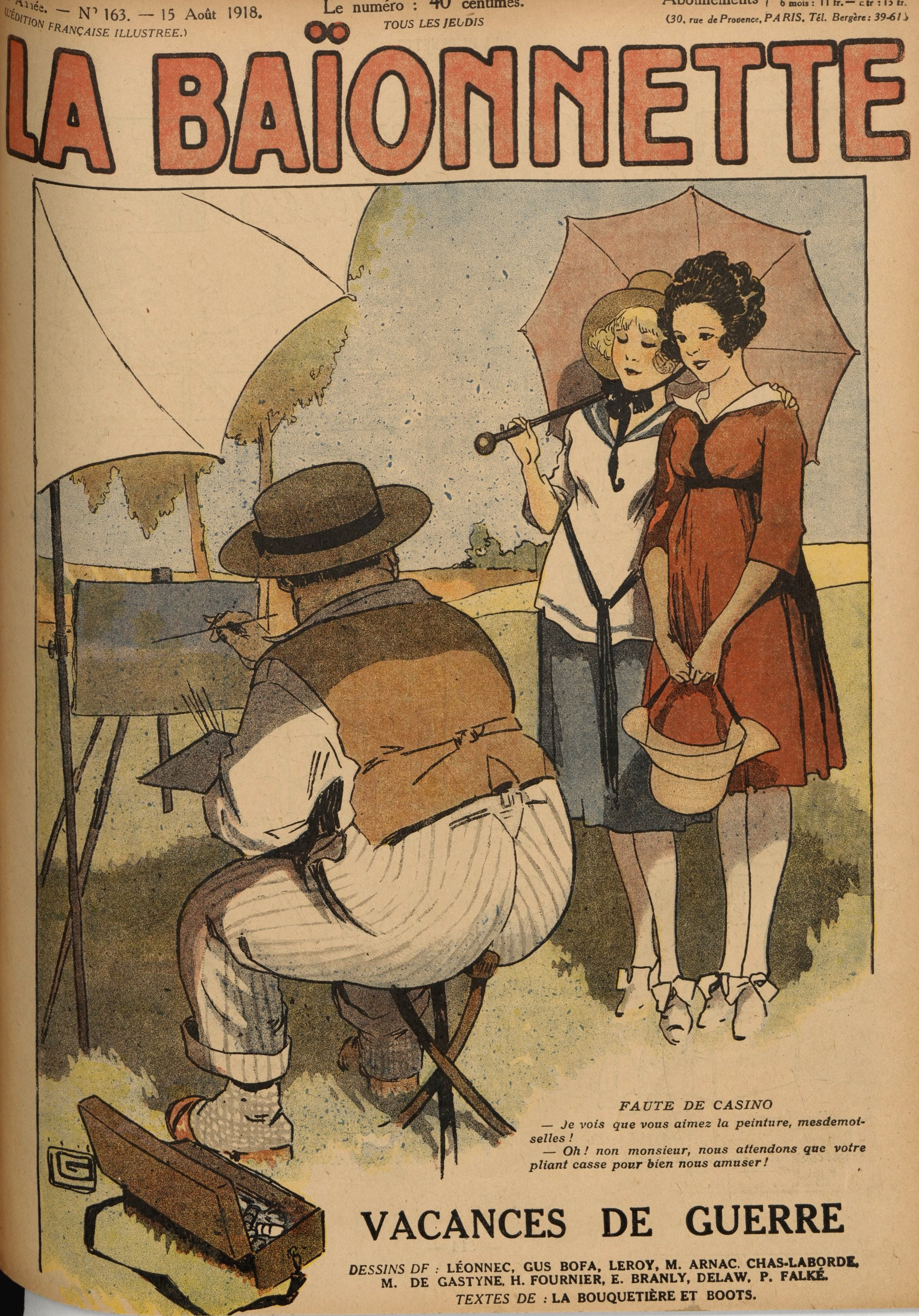
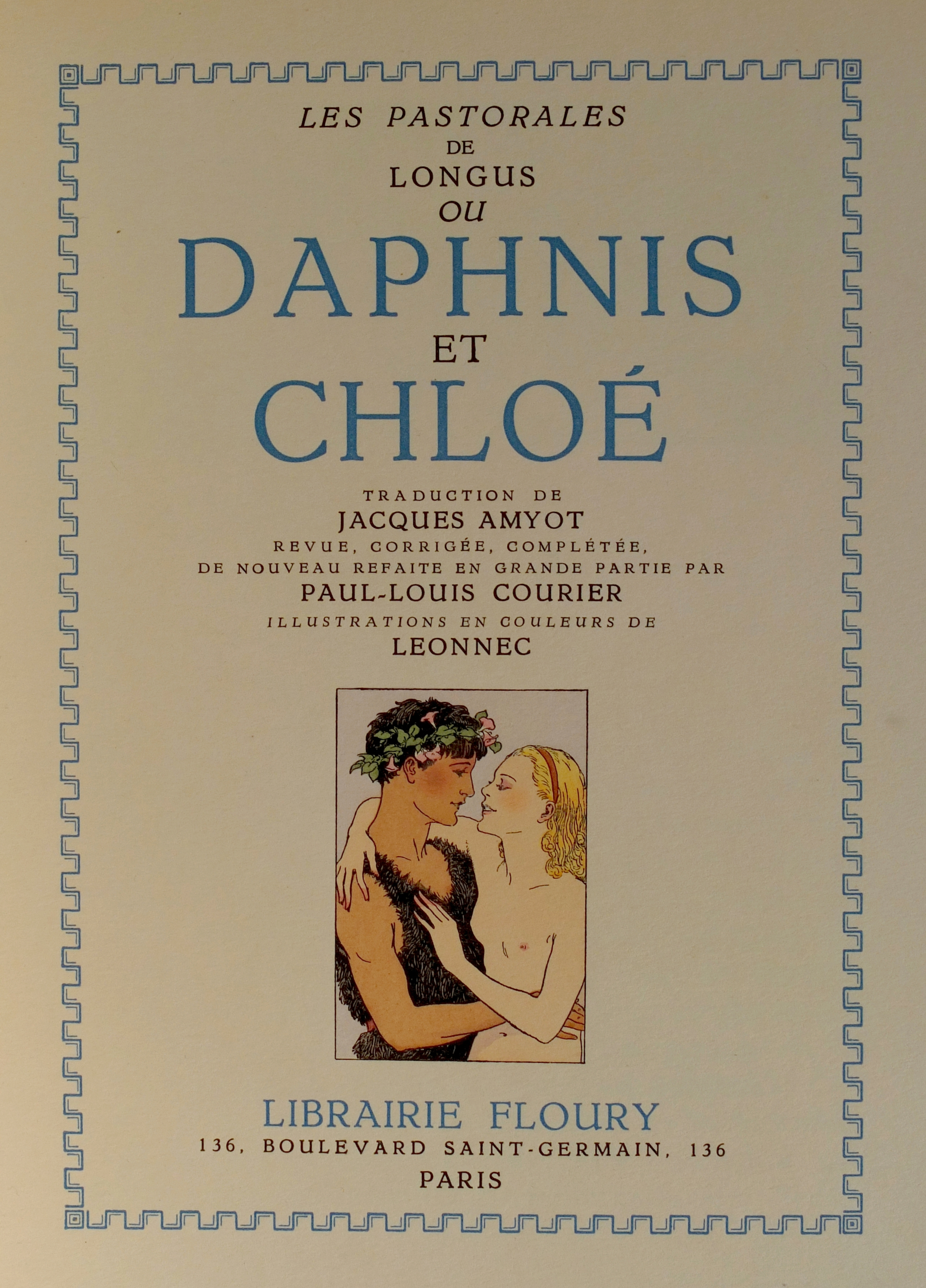

## Expositions
- rétrospective en 1942 par la Société des Humoristes
- à la Bibliothèque de Brest en 1990
- au Musée départemental Breton (Quimper) du 14 novembre 1992 au 14 mars 1993